# Şahin İmranov
Şahin İmranov –también escrito como Shahin Imranov– (Sumqayit, URSS, 23 de septiembre de 1980) es un deportista azerbaiyano que compitió en boxeo.
Participó en dos Juegos Olímpicos de Verano, en los años 2004 y 2008, obteniendo una medalla de bronce en Pekín 2008, el peso pluma. Ganó dos medallas de plata en el Campeonato Europeo de Boxeo Aficionado, en los años 2002 y 2006.

## Palmarés internacional
| Juegos Olímpicos   | Juegos Olímpicos   | Juegos Olímpicos  | Juegos Olímpicos |
| Año                | Lugar              | Medalla           | Categoría        |
| ------------------ | ------------------ | ----------------- | ---------------- |
| 2008               | Pekín (China)      | Medalla de bronce | 57 kg            |
| Campeonato Europeo |                    |                   |                  |
| Año                | Lugar              | Medalla           | Categoría        |
| 2002               | Perm (Rusia)       | Medalla de plata  | 57 kg            |
| 2006               | Plovdiv (Bulgaria) | Medalla de plata  | 57 kg            |